# Теніс на Позачергових Олімпійських іграх 1906
Змагання з тенісу на позачергових Олімпійських іграх 1906 тривали з 23 до 28 квітня на відкритих ґрунтових кортах Афінського тенісного клубу. Розіграно чотири комплекти нагород.

## Медальний залік

### Дисципліни
| Чоловіки. Одиночний турнір | Макс Декюжі (FRA)                         | Моріс Жермо (FRA)                                  | Зденек Жемля (BOH)                               |  |  |  |
| Чоловіки. Парний турнір    | Франція (FRA) · Макс Декюжі · Моріс Жермо | Греція (GRE) · Йоанніс Балліс · Ксенофон Касдагліс | Богемія (BOH) · Ладіслав Жемля · Зденек Жемля    |  |  |  |
|                            |                                           |                                                    |                                                  |  |  |  |
| Жінки. Одиночний турнір    | Есмее Сіміріоті (GRE)                     | Софія Маріну (GRE)                                 | Ефросін Паспаті (GRE)                            |  |  |  |
| Змішаний парний турнір     | Франція (FRA) · Марі Декюжі · Макс Декюжі | Греція (GRE) · Софія Маріну · Георгіос Сіміріотіс  | Греція (GRE) · Ксенофон Касдагліс · Аспасія Маца |  |  |  |

### Таблиця медалей
| Місце              | Країна             | Золото | Срібло | Бронза | Загалом |
| ------------------ | ------------------ | ------ | ------ | ------ | ------- |
| 1                  | Франція (FRA)      | 3      | 1      | 0      | 4       |
| 2                  | Греція (GRE)       | 1      | 3      | 2      | 6       |
| 3                  | Богемія (BOH)      | 0      | 0      | 2      | 2       |
| Загалом (3 збірні) | Загалом (3 збірні) | 4      | 4      | 4      | 12      |